# Maurice Desimpelaere
Maurice Desimpelaere, fue un ciclista belga nacido el 28 de mayo de 1920 en Ledegem, y fallecido el 30 de enero de 2005 en Wevelgem.

## Palmarés
1944
- París-Roubaix

1945
- Gran Premio de Espéraza

1946
- A través de Flandes, más 1 etapa

1947
- Gante-Wevelgem
- De Drie Zustersteden

1949
- París-Saint-Étienne, más 1 etapa